# 弗兰德斯的狗
《弗兰德斯的狗》（A Dog of Flanders）是英国作家薇達所著的童话。故事发生在比利时北部的佛兰德。现在认为霍博肯村是主人公所生活的村庄的原型。在薇达写作这部作品的时期，霍伯肯村层仍然有风车，同时村子里也有被认为是阿罗阿的原型的女子。
原作写作的时间是1872年。1975年，日本動畫公司將其改編為動畫作品《龍龍與忠狗》。1992年TMS娛樂重新製作的電視動畫劇《My Patrasche》更加忠實原作，但知名度要小很多。1997年將1975年的動畫作品再次改編為動畫電影；兩次改編真人電影，分別為錦繡前程及義犬報恩1999，但對原本是悲劇的結局進行很大的改編。

## 剧情梗概
從前，有一位居住在佛兰德的一个小村莊的男孩名叫尼路 (Nello) ，尼路从小父母双亡和他的祖父吉恩·达斯 (Jehan Daas)相依為命。當時祖孫兩人每天在村莊中做些送牛奶的工作。有一次，尼路與他的祖父吉恩救下一隻被原主人給殘酷對待而倒臥於路上、名叫柏加殊(Patrasche) 的狗，於是柏加殊為了報答吉恩與尼路祖孫兩人的救命之恩，於是牠協助他們拉車的工作。
尼路最大的心願是想要当一名成為像鲁賓斯一樣的偉大画家，也想要觀賞安特卫普圣母大教堂中擺著由鲁賓斯所繪畫的两幅祭坛画，但是他需要支付昂贵的入场费才能觀賞畫作。加上尼路的祖父因為年紀很大無法繼續工作的情況下，讓尼路一邊為他祖父期間也一邊開始繪畫，他希望能為祖父吉恩賺取些生活費也能賺些進入賞畫的費用。尼路的朋友是一个十二歲的女孩、也是风车主人巴斯・科吉斯(Baas Cogez)的女兒阿罗阿 (Alois)，他們總是一起互相交談，甚至與柏加殊一起玩耍。只是，阿罗阿的父亲巴斯面對尼路出身於最低微的家庭背景感到很刻薄，他經常不允許阿羅阿每天跑去找尼路玩耍。某天，尼路在結束工作的期間發現一個掉在路上的娃娃，由於他不知道這個娃娃的主人到底是誰，所以尼路將娃娃送給阿羅阿當作是要贈送給她的禮物。
然而在冬天的一個晚上，一場誤會從此改變尼路的人生。當時阿羅阿家的一處风车的外沿和粮仓（风车和生活区是安全的）因不明原因被大火給烧毁，由於巴斯與村民們誤會尼路有縱火的嫌疑，加上尼路因為沒有證人來證明自己不是縱火的嫌犯，被从城市来的牛奶采购商的手中失去工作的機會，加上在圣诞节前几天，尼路的祖父吉恩因沒有醫藥費而因病離世，尼路在他的祖父因病過世後因拖欠房租而被迫離開小屋。恰巧當天也是镇上宣布绘画比赛结果的時候。尼路带着自己最好的作品--一幅黑白水墨画來参加比赛，他的画作是一个樵夫老米歇尔 (Michel) 坐在一棵倒下的树上，尼路把所有的希望都寄托在比赛中，希望自己能得到大家的认可，并且把機會都托福在比赛上，但是最终还是落选。為此失落的尼路冒着严重的暴风雪在通往村庄的路上发现巴斯遺失的钱包，他將錢包送到阿羅阿家並將柏加殊什托付給阿羅阿便跑到黑暗的雪夜里。第二天早上，有一位著名的画家在比赛中认可尼路的才能，決定前來来领养尼路。但是尼路已經不在村中。而巴斯從阿羅阿的口中得知是尼路把錢包送回來並且聽到他的所有遭遇後，他對自己沒有發覺尼路是清白的事感到後悔，他跟村民們急著找尋尼路想要請求道歉和補償他所有的人生。後來，送走帕特拉的尼路來到安特卫普圣母大教堂，他發現一缕月光穿过云层照亮祭坛使鲁賓斯的畫作出現在自己的面前，親眼看到自己的愿望能以实现的尼路向上帝做最後感恩的祈祷。後來柏加殊跑到尼路的身旁，最後尼路跟柏加殊一起待在教堂上互相擁抱在一起，兩人在上帝與天使的指引下走入天國中跟雙親與祖父相見，永遠地離開這個不公與不正的世界。
隔天早晨，教堂的人发现紧紧抱住柏加殊的同时变成一具冰冷遺體的尼路，巴斯與村民們得知這個錯愕的消息，對他們未能早點善待與償還尼路的所有行為感到非常懊悔，從此陷入悔恨與自責當中。因為他們失去像尼路擁有繪畫才能的畫家，這是上帝給予他們最大的懲罰與制裁。阿羅阿面對尼路與柏加殊的離世，她對自己永遠失去最要好的朋友感到悲痛萬分。最後眾人在教堂的特殊安排下把尼路與柏加殊安葬在尼路的祖父的坟墓中，向尼路請求寬恕與原諒的禱告。

## 各国的评价
本作曾在比利时出版，不过名气不大，其中的原因之一是作者是英国人，二是比利时人觉得自己并没有像本作中所描述的那样过分。另外一个原因是，从欧洲人的价值观出发，本作只是表述一个因擁有才能卻未能得到認可的不幸者的人生描述。
本作在日本的影响很大，這與使本作廣為人知的1975年動畫版的成功改編有關，動畫版在將主角少年的年齡從接近成年人的15歲改為更為年幼、無助的10歲的同時追加了大量遭逢厄運前幸福、樂觀生活的原創劇情，使得作品的悲劇性結局得到極大的回響。在很多作品中都有提到过。例如，在《扑杀天使朵库萝》中，多库罗给睡不着觉的草璧樱讲故事，读的书叫做《弗兰德的犬奴隶》，其中帕特拉什的性格变得和原著有些不同。另外，日本富士電視台戲劇《儘管如此也要活下去》的劇中角色深見亞季，亦曾在劇中提過本作（亞季詢問母親與哥哥關於龍龍活著的意義）。
CCTV-6在1997年六一儿童节期间放映过由日本动画公司制作的同名电影，因此本作在中国大陸也有一定的影响力。10年之后的2007年，北京出版社出版集团和北京十月文艺出版社出版了由肖毛翻译的带插图的实体书。

## 資料來源
1. ↑  . 読売新聞. 2007-12-25  [2012-02-06]. （原始内容存档于2008-01-17） （日语）.